# Irina Poljakova
Irina Poljakova , född 9 mars 1961, är en rysk paralympisk längdåkare i skidor.

## Familj
Poljakova har en son, Vitalij.

## Meriter
- Paralympiska vinterspelen 2002 
  - Silver, längdskidåkning stafett 3x2,5 km[1]
- Paralympiska vinterspelen 2006 
  - Guld, längdskidåkning stafett 3x2,5 km[1]